# Begonia minicarpa
Espèce
Synonymes
- Begonia modesta Liebm.[1]
- Begonia parviflora Wall. ex Steud.[1]
- Begonia wallichiana (Klotzsch) Steud. ex A.DC.[1]
- Diploclinium wallichianum (Klotzsch) Miq.[1]
- Doratometra wallichiana Klotzsch[1]

Begonia minicarpa est une espèce de plantes de la famille des Begoniaceae.
L'espèce fait partie de la section Diploclinium.
Elle a été décrite en 1972 par Hiroshi Hara (1911-1986).

## Répartition géographique
Cette espèce est originaire des pays suivants : Inde ; Népal.